# Bourgs sur Colagne
Bourgs sur Colagne – gmina we Francji, w regionie Oksytania, w departamencie Lozère. W 2013 roku liczba ludności na terenie obecnej gminy wynosiła 2115 mieszkańców. Na terenie gminy rzeka Colagne uchodzi do Lot. 
Gmina została utworzona 1 stycznia 2016 roku z połączenia dwóch wcześniejszych gmin: Chirac oraz Le Monastier-Pin-Moriès. Siedzibą gminy została miejscowość Le Monastier-Pin-Moriès.